# وننپولینکولم
وننپولینکولم (به لاتین: Vannanpuliyankulam) یک منطقهٔ مسکونی در سری‌لانکا است که در استان شمالی (سری‌لانکا) واقع شده‌است.